# Provincia Ryanggang
Ryanggang (în coreeană 량강도, Ryanggang-do; provincia Ryanggang) este o provincie a R.P.D. Coreene. Reședința este aflată la Hyesan. Provincia s-a ivit în 1954, după ce a fost separată de provincia Hamgyong de Sud.

## Județe
- Kapsan-gun (갑산군; 甲山郡)
- Kimjŏngsuk-gun (김정숙군; 金貞淑郡) înainte Sinpa-gun (신파군; 新坡郡)
- Kimhyŏnggwŏn-gun (김형권군; 金亨權郡) Pungsan-gun înainte (풍산군; 豊山郡)
- Kimhyŏngjik-gun (김형직군; 金亨稷郡) înainte Huch'ang-gun (후창군; 厚昌郡)
- Paegam-gun (백암군; 白岩郡)
- Poch'ŏn-gun (보천군; 普天郡)
- P'ungsŏ-gun (풍서군; 豊西郡)
- Samjiyŏn-gun (삼지연군; 三池淵郡)
- Samsu-gun (삼수군; 三水郡)
- Taehongdan-gun (대홍단군; 大紅湍郡)
- Unhŭng-gun (운흥군; 雲興郡)

## Legături externe
- Materiale media legate de Provincia Ryanggang la Wikimedia Commons
- ko  행정 구역 현황 (Haengjeong Guyeok Hyeonhwang)